# 阿夫拉姆基夫希納
50°15′1″N 34°33′14″E / 50.25028°N 34.55389°E
阿夫拉姆基夫什奇納（羅馬化：Avramkivshchyna）是位於烏克蘭東北部的村莊，由蘇梅州奧赫特爾卡區的赫倫市鎮負責管轄。該村距離紹盧迪基1公里，海拔高度183米，2001年人口101。